# ای‌اس‌جی‌ای ال۲
ای‌اس‌جی‌ای ال۲ (به انگلیسی: ASJA_L2) یک هواگرد ملخ‌پیشین تک‌موتوره از نوع آموزشی نظامی ساخت شرکت ASJA است. این هواگرد در سال ۱۹۳۲ میلادی رسماً معرفی گردید. در مجموع، تعداد ۲ فروند از این هواگرد ساخته شده‌است.